# 李彥從
李彥從（？—950年），字士元，汾州孝義人（今山西省）人，後漢軍事人物。

## 生平
李彥從少習武藝，加入軍隊，漢高祖劉知遠典禁軍，看在李彥從為同鄉，便任為親信。後漢建國初期，李彥從擔任左飛龍使、檢校司空。鎮州遭敵軍攻打時，李彥從向朝廷請兵，漢高祖令李彥從率軍前往退敵。乾祐初年，擔任恩州刺史。
乾祐年間，時任兵馬都監的李彥從隨趙暉前往鳳翔討伐王景崇。當時後漢兵力寡弱，不到萬人，後蜀派數萬軍力來援，王景崇抵達寶雞後，依山列柵。李彥從以數千人迎擊後蜀軍，寡不敵眾，後漢軍逐漸退卻。藥元福領數百騎兵從後方趕來，下令回頭的立馬處斬，後漢軍只得死戰，最終大敗後蜀，追擊到大散關。鳳翔平定，李彥從升任授濮州刺史，任內頗有政績，受百姓愛戴。
乾祐三年（950年），李彥從逝世。

## 延伸阅读
[在维基数据编辑]
 《舊五代史·卷106》，出自薛居正《舊五代史》